# Harriët Freezer
Harriët Freezer, pseudoniem van Wilhelmina (Miep) Eybergen (Den Haag, 9 november 1911 – Utrecht, 25 december 1977) was een Nederlandse prozaschrijfster, journaliste en feministe.

## Leven
Miep Eybergen werd, als middelste van drie dochters, in Den Haag geboren. Op zevenjarige leeftijd verhuisde ze naar het dorp Wenum bij Apeldoorn. Haar vader had op 55-jarige leeftijd besloten om zijn baan als ambtenaar in de hofstad te verruilen voor een boerenbestaan op de Veluwe. In materieel opzicht was deze beslissing niet bepaald succesvol. Door onder meer de dalende eierprijs was het leven op de pluimveeboerderij minder vrij en zorgeloos dan haar vader had gehoopt.
Aan het boerenleven op het Gelderse platteland kwam na acht jaar een einde. Nadat Wilhelmina de HBS in Apeldoorn had doorlopen, verhuisde het gezin Eybergen weer naar Den Haag. Daar ging ze studeren aan de tekenacademie. Ze maakte de opleiding echter niet af en werkte enige tijd in de boekhandel Van Stockum in Den Haag. Daar ontmoette ze haar eerste echtgenoot Maurits Vriesendorp, ze trouwden in 1937. Zoals gebruikelijk in die tijd, stopte Eybergen na het huwelijk met werken. Ze vestigden zich in Bilthoven en kregen vier kinderen, drie dochters en een zoon. Huberte Vriesendorp werd vertaler, Madelon Vriesendorp kunstenaar. In 1953 scheidde Freezer en hertrouwde ze. Dit huwelijk bleef kinderloos.

## Schrijven
In 1947 begon Eybergen met het schrijven van korte verhalen. Onder het pseudoniem Harriët Freezer werd in 1948 het detectiveverhaal 'Raadsels in Randerveen' als feuilleton in de Nieuwe Rotterdamse Courant gepubliceerd. In de loop van haar leven beoefende Freezer een groot aantal genres, waaronder romans, columns, fictieve brieven en handboeken over feministische vraagstukken. Van 1948 tot 1955 schreef Freezer voor De Groene Amsterdammer. In de jaren zestig werkte ze voor Elseviers Weekblad, Avenue, het Algemeen Dagblad, Het Vaderland en Het Parool. Voor deze laatste krant was ze een vaste medewerkster van de, door Wim Hora Adema opgestelde, vrouwenpagina. Voor deze kranten en bladen schreef Freezer voornamelijk columns en korte verhalen. Deze zijn later gebundeld in de boeken Wat doen we met moeder met de feestdagen? (1975) en Is dat nu wel zo? (1990).
Aan het eind van de jaren zestig, rond de opkomst van het feminisme in Nederland, valt er een omslag in Freezers oeuvre te bemerken. In deze periode schrijft ze geen proza meer, maar uitsluitend journalistiek werk met een maatschappelijke inslag. In 1968 richtte Freezer, samen met Hedy d'Ancona en Joke Kool-Smit, de Man Vrouw Maatschappij (MVM) op, een organisatie die de emancipatie van de vrouw wilde bevorderen. In datzelfde jaar zette Freezer het tijdschrift Ouderwijs op. Tevens was ze vanaf het begin (1972) betrokken bij het feministische tijdschrift Opzij. Tot haar dood bleef Freezer voor het blad schrijven.
Harriët Freezer richtte zich vooral op de ‘gewone’ vrouw. Hieraan heeft ze de bijnaam huis-tuin-en-keukenfeministe te danken. Freezer behandelde de vrouwenkwesties door op humoristische wijze alledaagse voorbeelden te geven en uit eigen ervaring te vertellen. Tevens bewoog ze zich op de voorgrond van de vrouwenbeweging zonder het grote publiek van zich te vervreemden. Freezer was in het bijzonder erg voorzichtig met de woorden ‘emancipatie’ en ‘feminisme’. Naast het schrijven van columns en verhalen hield Freezer feministisch getinte lezingen en debatten en was ze regelmatig op de radio te horen.
Onder het pseudoniem van haar moeder vertaalde haar dochter Huberte Vriesendorp een aantal kinderboeken van de Britse schrijver Roald Dahl, waaronder: Sjakie en de chocoladefabriek (1968), Sjakie en de grote glazen lift (1974), De Tovervinger (1975) en De fantastische meneer Vos (1971). Na de dood van Harriët Freezer aan het einde van de jaren zeventig verschenen de vertalingen van Roald Dahl onder de eigen naam van dochter Huberte.
Harriët Freezer overleed op 66-jarige leeftijd.

## Vernoeming

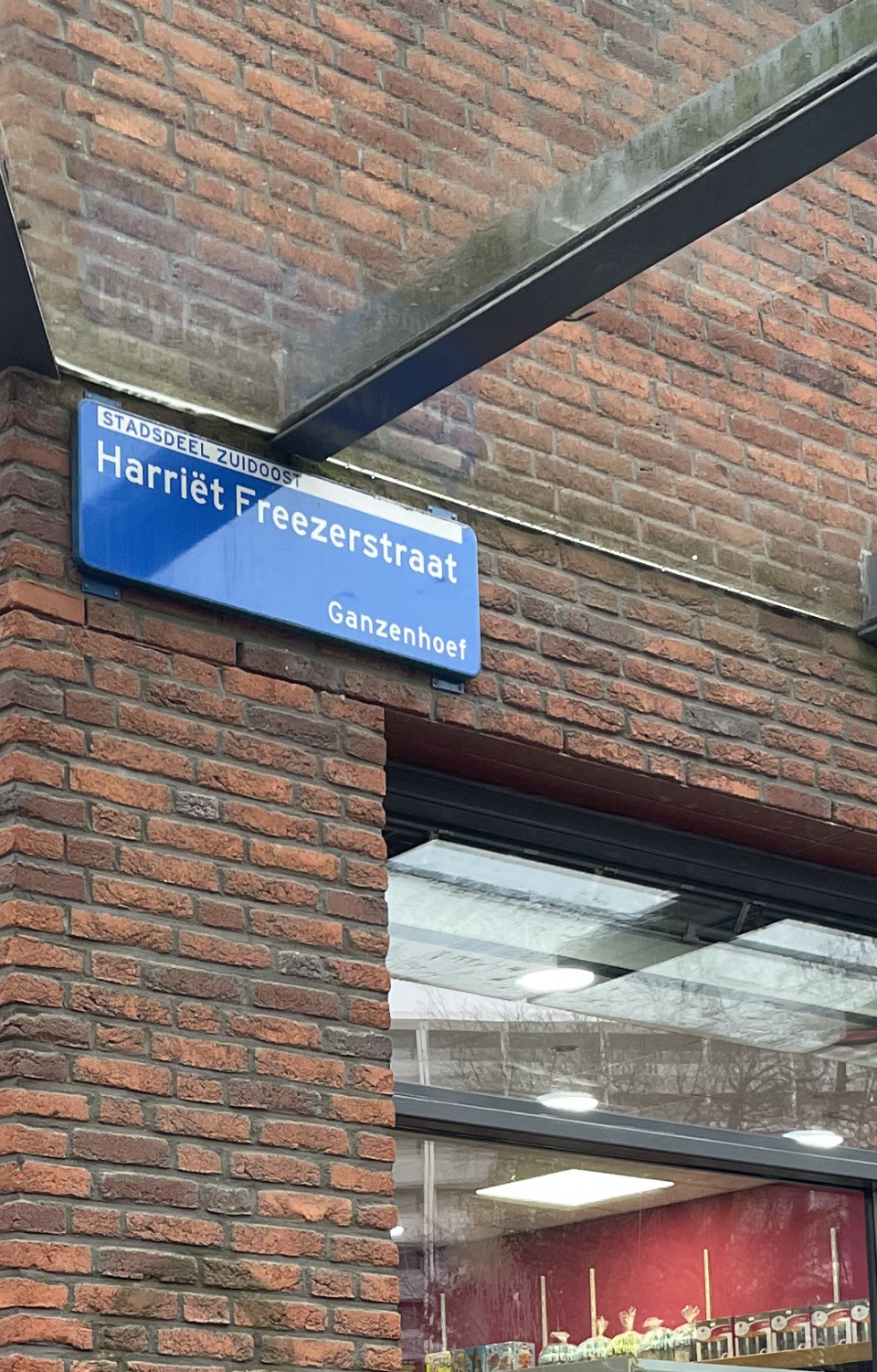
Harriët Freezerstraat in Amsterdam-Zuidoost

In Apeldoorn is een straat naar Freezer genoemd: het Harriët Freezerplantsoen.
In onder andere Amsterdam, Spijkenisse, Deventer en Hoofddorp is een straat naar Freezer genoemd: Harriët Freezerstraat.
Vanwege haar bijdrage aan de vrouwenemancipatie stelde Opzij, een jaar naar haar dood, de Harriët Freezerring in, een prijs die jaarlijks wordt uitgereikt aan een persoon of instantie die zich inzet voor vrouwenbelangen.